# Campeonato Mundial de Atletismo Sub-20
O Campeonato Mundial de Atletismo Sub-20, anteriormente Campeonato Mundial de Atletismo Júnior, é um evento organizado pela Associação Internacional de Federações de Atletismo (IAAF) para atletas júnior (18 ou 19 anos em 31 de Dezembro do ano da competição). Tem ocorrido bienalmente desde 1986.

## Campeonatos
|    | Ano  | Cidade    | País           | Data                      | Local                                |
| -- | ---- | --------- | -------------- | ------------------------- | ------------------------------------ |
| 1  | 1986 | Atenas    | Grécia         | 16 a 20 de julho          | Estádio Olímpico de Atenas           |
| 2  | 1988 | Sudbury   | Canadá         | 27 a 31 de julho          | Laurentian University Stadium        |
| 3  | 1990 | Plovdiv   | Bulgária       | 8 a 12 de agosto          | Deveti Septemvri Stadium             |
| 4  | 1992 | Seul      | Coreia do Sul  | 16 a 20 de setembro       | Estádio Olímpico de Seul             |
| 5  | 1994 | Lisboa    | Portugal       | 20 a 24 de julho          | Estádio Universitário de Lisboa      |
| 6  | 1996 | Sydney    | Austrália      | 20 a 25 de agosto         | Sydney International Athletic Centre |
| 7  | 1998 | Annecy    | França         | 28 de julho a 2 de agosto | Parc des Sports                      |
| 8  | 2000 | Santiago  | Chile          | 17 a 22 de outubro        | Estadio Nacional de Chile            |
| 9  | 2002 | Kingston  | Jamaica        | 16 a 21 de julho          | Independence Park                    |
| 10 | 2004 | Grosseto  | Itália         | 12 a 18 de julho          | Stadio Olimpico Comunale             |
| 11 | 2006 | Pequim    | China          | 15 a 20 de agosto         | Centro de Esportes de Chaoyang       |
| 12 | 2008 | Bydgoszcz | Polónia        | 8 a 13 de julho           | Zdzisław Krzyszkowiak Stadium        |
| 13 | 2010 | Moncton   | Canadá         | 19 a 25 de julho          | New Moncton Stadium                  |
| 14 | 2012 | Barcelona | Espanha        | 10 a 15 de julho          | Estádio Olímpico Lluís Companys      |
| 15 | 2014 | Eugene    | Estados Unidos | 22 a 27 de julho          | Hayward Field                        |
| 16 | 2016 | Bydgoszcz | Polónia        | 19 a 24 de Julho          | Zdzisław Krzyszkowiak Stadium        |
| 17 | 2018 | Tampere   | Finlândia      | 10 a 15 de julho          | Estádio de Tampere                   |
| 18 | 2021 | Nairobi   | Quênia         | 7 a 12 de julho           | Centro Esportivo Internacional Moi   |
| 19 | 2022 | Cáli      | Colômbia       | 2 a 7 de agosto           | Estádio Olímpico Pascual Guerrero    |